# Jerzy Mycielski (fizyk)
Jerzy Feliks Mycielski (ur. 23 lutego 1930 w Krakowie, zm. 10 lutego 1986 w Warszawie) – fizyk teoretyk, profesor nadzwyczajny Uniwersytetu Warszawskiego.

## Życiorys
Pochodził ze szlacheckiej rodziny Andrzeja Mycielskiego i Marii z Mańkowskich (1905–1962), był bratem Elżbiety Wandy i Andrzeja Mieczysława (ur. 1938). Szkołę średnią ukończył we Wrocławiu. Studiował na Wydziale Matematyki, Fizyki i Chemii Uniwersytetu Wrocławskiego.
Od 1952 pracował w Zakładzie Fizyki Politechniki Wrocławskiej. W 1954 rozpoczął pracę w Instytucie Fizyki Teoretycznej Uniwersytetu Warszawskiego. Następnie, w latach 1957–1970, był zatrudniony w Instytucie Fizyki PAN w Warszawie.
W 1961 został doktorem broniąc pracy pt. Z teorii przewodnictwa domieszkowego w półprzewodnikach), habilitował się na Uniwersytecie Warszawskim w 1972 (Teoria polaryzacji elektrycznej półprzewodników wywołanej procesami hoppingu w modulowanym promieniowaniu). W 1977 otrzymał tytuł profesora nadzwyczajnego.
W 1971 został kierownikiem Zakładu Teorii Ciała Stałego IFT UW. Był jednym z głównych twórców fizyki teoretycznej półprzewodników w Polsce.
Poza pracami w dziedzinie fizyki opublikował także 30 prac z ekonomii matematycznej. Otrzymywał zaproszenia na Uniwersytet Yale jako ekonomista. Był ekspertem Komisji Ekonomicznej ONZ do spraw Azji i Dalekiego Wschodu (1966). W latach 1980–1981 zaangażował się w ruch Solidarności w kręgach akademickich. W latach 1984–1986 pełnił funkcję dziekana Wydziału Fizyki Uniwersytetu Warszawskiego.
Od 22 września 1962 był mężem Doroty Dzierżykraj-Morawskiej-Chłapowskiej h. Drogosław (1939–2007). Ojciec Macieja (historyka) oraz Krzysztofa (architekta)(ur. 1968), Jerzego Andrzeja (ur. 1971) i Marii Anny (ur. 1973). 
Zmarł 10 lutego 1986 po kilkumiesięcznej chorobie. Został pochowany na cmentarzu leśnym w Laskach.